# Parti libéral (Israël)
Ne doit pas être confondu avec Libéraux indépendants (Israël).

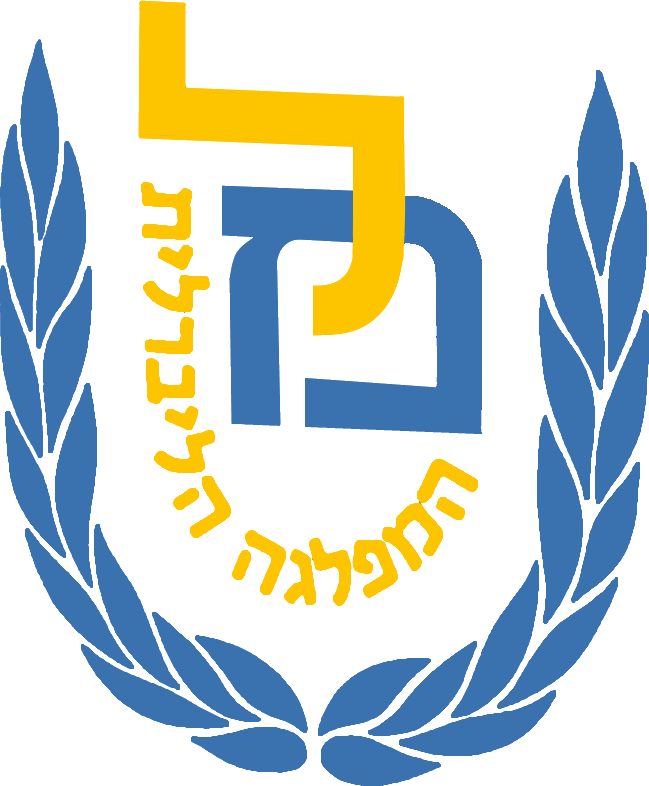
Logo du parti libéral israélien durant le début des années 1980.

Le Parti libéral israélien (hébreu : מפלגה ליברלית ישראלית, Miflega Libralit Yisraelit) était un parti politique israélien, et peut être considéré comme l'un des ancêtres du Likoud moderne.

## Histoire
Le Parti libéral a été fondé le 8 mai 1961, à la fin de la 4e session de la Knesset, par rassemblement des Sionistes généraux et du Parti progressiste, le nouveau parti rassemblant 14 sièges. Des élections législatives anticipées furent convoquées en 1961 après que les Sionistes généraux et le Hérout déposèrent une motion de défiance contre le Gouvernement en raison de l'affaire Lavon. Lors de ces élections, le parti obtint 17 sièges, à égalité avec le Hérout, devenant ainsi le deuxième parti le plus représenté ex aequo derrière le Mapaï de David Ben Gourion.
En 1965, le Parti tint des négociations avec le Hérout de Menahem Begin sur l'éventualité d'une fusion. Sept membres de la Knesset en provenance de l'ancien Parti progressiste, conduit par Pinhas Rosen, quittèrent le parti pour protester et fondèrent les Libéraux indépendants le 16 mars 1965. Le 25 mai de la même année, le parti fusionna avec le Hérout pour former le Gahal, acronyme en hébreu du nom Hérout-Bloc libéral (hébreu : גוש חרות-ליברלים, Gush Herut-Libralim), bien que les deux parties fonctionnent comme des factions indépendantes au sein de la nouvelle alliance.
La formation du Gahal fut un tournant majeur dans la politique israélienne, puisque pour la première fois, un parti pouvait concurrencer l'hégémonie du Mapaï. À la fin de la session parlementaire, le Gahal possédait 27 sièges, soit seulement 7 de moins que le Mapaï (passé de 42 à 34 sièges lorsque 8 parlementaires dirigés par David Ben Gourion quittèrent le parti pour former le Rafi).
Avant les élections législatives de 1973, le Gahal fusionna avec plusieurs partis de droite comme le Centre libre (scission du Gahal), la Liste nationale et le Mouvement (non-parlementaire) pour un Grand Israël afin de former le Likoud. Le nouveau parti s'inscrivit dans l'Histoire lorsqu'il parvient au pouvoir en remportant les élections législatives de 1977. Le Parti libéral cessa finalement d'exister en 1988 lorsque le Likoud devint un parti unitaire.

## Référence
- (en) Cet article est partiellement ou en totalité issu de l’article de Wikipédia en anglais intitulé « Liberal Party (Israel) » (voir la liste des auteurs).